# Direction de l'information légale et administrative
Pour les articles homonymes, voir Dila.
 (septembre 2023).
La Direction de l'information légale et administrative (DILA) est une administration publique française, placée sous l'autorité du Premier ministre et rattachée au secrétariat général du gouvernement.
Ses missions forment un cycle complet de la diffusion du droit à son application dans la vie quotidienne des Français, et l'accès à l'information avec l'explication pédagogique des grands thèmes du débat public, notamment via le site Vie-publique.fr.

## Historique
Née de la fusion entre la direction de La Documentation française et la direction des Journaux officiels, la DILA a vu le jour par le décret no 2010-31 du 11 janvier 2010 relatif à la direction de l'information légale et administrative.
Placée sous l'autorité du Premier ministre et rattachée au secrétariat général du gouvernement, la DILA assure trois missions principales :
- la diffusion des données dont la publication est obligatoire, par la publication au Journal officiel de la République française et dans les bulletins d'annonces légale ;
- la conception et le fonctionnement de services d'information qui permettent aux citoyens de connaître leurs droits et obligations et facilitent leurs démarches, comme le site web Service-public.fr ;
- la facilitation de l'accès des citoyens à la vie publique et au débat public, par l'édition et la diffusion de publications papiers ou numériques (marque éditoriale de la Documentation française) et par la mise à disposition de documents et d'espaces de diffusion sur internet avec Vie-publique.fr ;

### La Documentation française (DF)

#### 1942-1945: origines
Officiellement créée en 1945, elle est en fait issue de la fusion de deux services mis en place pendant la Seconde Guerre mondiale, dès 1942, à Londres et à Alger, pour répondre aux besoins d'information de la Résistance et des pouvoirs publics en guerre. À Londres, un service spécialisé est chargé d'informer clandestinement les mouvements de Résistance en France. À Alger, on conçoit déjà le projet d'une documentation au service des gouvernants, des administrations et des citoyens.
À la Libération, en 1944, le Service de documentation et d'études d'Alger et le Service de diffusion clandestine de Londres se regroupent à Paris pour former, avec le Service d'analyse de la presse étrangère, la Direction des informations du nouveau ministère de l'Information. Par le décret du 19 octobre 1945, cette direction devient la Direction de la documentation et de la diffusion, véritable ancêtre de La Documentation française.

#### 1947-1950: années fondatrices
En 1947, la Direction de la documentation est intégrée au Secrétariat général du gouvernement, organe administratif de la Présidence du Conseil (actuels Services du Premier ministre), par décret du 13 novembre 1947,.
Un décret du 30 décembre 1950 va fixer de manière durable ses attributions : pour la première fois en France, un service administratif est chargé de rassembler une documentation de caractère général et d'éditer des documents d'information générale sur la France, sur les pays étrangers et les questions internationales.

#### Années1970: coordination interministérielle et informatisation
En 1969, elle entreprend des expérimentations notamment en informatique documentaire. Un décret du 6 février 1976 initié par Marceau Long va prendre en compte ces évolutions en renforçant ses attributions en matière d'études, élargissant notamment ses fonctions de coordination interministérielle en matière de documentation et d'édition, et en lui attribuant un rôle moteur dans la création de banques de données d'information. C'est ce décret de 1976 qui lui donne également son appellation officielle de « direction de la Documentation française ».

#### 1990-2010: nouvelle image et nouvelle technologie
Les nouvelles techniques de l'information vont peu à peu concerner toutes les activités de La Documentation française. À partir de 1990, La Documentation française diffuse sur minitel :
- le répertoire de l'administration (3615/3616 admitel), qui met à jour de façon permanente les coordonnées de 11 000 services et 13 000 responsables ;
- le guide des droits et démarches du citoyen (3615 vosdroits), dont les 9 000 pages-écrans couvrent 22 secteurs de la vie quotidienne, familiale et professionnelle.

Deux circulaires du Premier ministre des 25 octobre 1989 et 31 janvier 1990 confient à La Documentation française la production d'un système interministériel d'information administrative du public par voie télématique (3615 vosdroits).
Puis en 1996, elle ouvre sur internet un premier service, baptisé « Admifrance », initialement annuaire-guide des services internet de l'administration.
En 1998, sur Admifrance, de nouvelles rubriques proposées par La Documentation française et d'autres services du Premier ministre en font le site internet d'information administrative du public. Par décision du Comité interministériel pour la réforme de l'État du 13 juillet 1999, La Documentation française est chargée de concevoir et de développer à partir de la refonte complète d'Admifrance, le site portail de l'administration prévu par le Programme d'action gouvernemental pour la société de l'information (PAGSI).
Le 23 octobre 2000, le Portail de l'administration française service-public.fr s'ouvre, La Documentation française est opératrice et tête de réseau.
En 2002, ouverture du site web vie-publique.fr.
En 2003, lancement d'une nouvelle revue Questions internationales.
En 2004, lancement de la collection « Découverte de la vie publique ». L'arrivée dans son centre de documentation internationale et dans sa bibliothèque du fonds documentaire de « Sources d'Europe » (ex-médiathèque de l'Arche de la Défense) conduit la Documentation française à réaménager ses espaces de consultation sur place et d'accès internet et à favoriser la création en ses locaux du quai Voltaire d'un nouveau Centre de documentation.
En 2005, mise en ligne d'une version rénovée de son site ladocumentationfrancaise.fr. Redistribution des activités d'édition et de diffusion publiques entre la Documentation française et les Journaux officiels, ce qui fait de la Documentation française l'un des principaux diffuseurs publics d'ouvrages en France (2 500 titres par an).
Développement d'une nouvelle activité de formation en ligne formation-publique.fr, initiée par une préparation à l'examen d'entrée en première année à Sciences Po, en association avec cet établissement.
En 2006, parallèlement au portail internet de l'administration française service-public.fr, la Documentation française coordonne les actions des centres interministériels de renseignements administratifs chargés de la réponse téléphonique aux questions administratives des usagers.

#### Directeurs de la Documentation française
- 1945-1969 : Marcel Koch[a]
- 1969-1982 : Jean-Louis Crémieux-Brilhac[b]
- 1982-1987 : Françoise Gallouedec-Genuys[c]
- 1987-1995 : Jean Jenger (d)[d]
- 1995-1999 : Martine Viallet (d)[e]
- 1999-2004 : Sophie Moati (d)[f]
- 2004-2009 : Olivier Cazenave (d)[g]
- 2009-2010 : Xavier Patier (par intérim)[h]

### Direction des Journaux officiels (DJO)

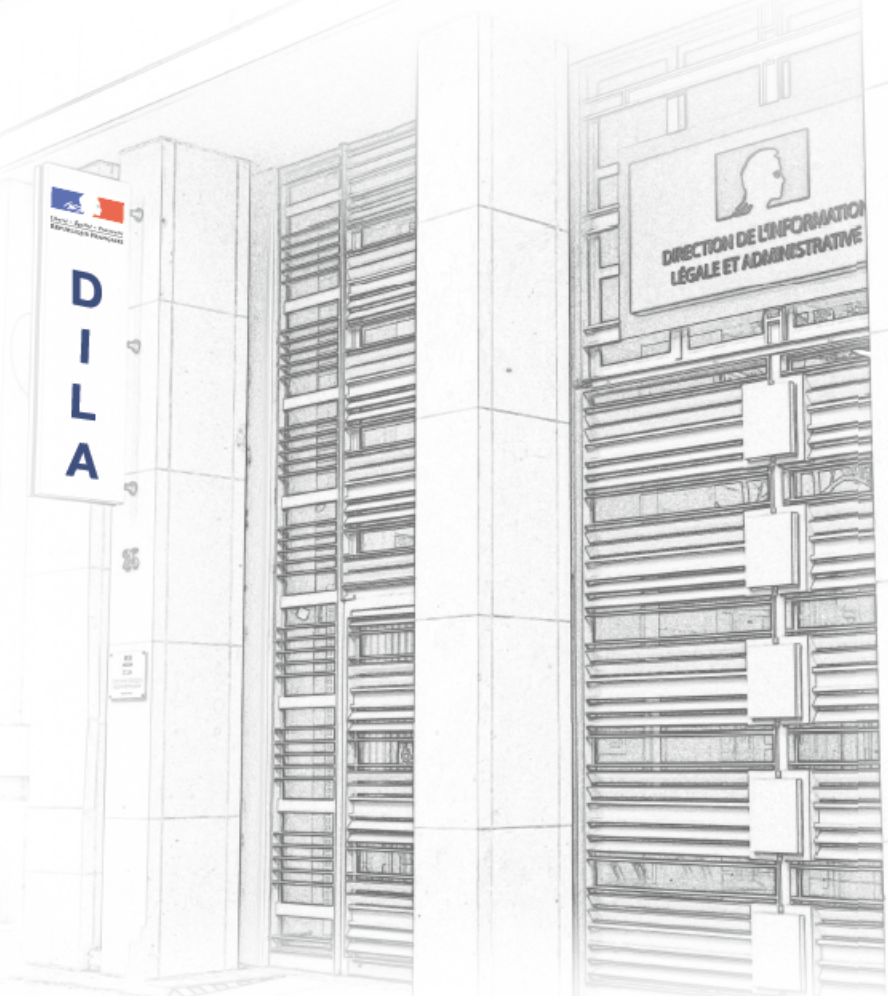
Siège de la Direction de l'information légale et administrative.

Dès 1631, récits de guerre et commentaires sur la vie politique de la nation sont publiés dans la Gazette de Théophraste Renaudot, le premier journal français. Cet organe de presse officieux du gouvernement est créé sous Louis XIII, avec l'appui de Richelieu. En 1762, un brevet royal rattache la Gazette de France au ministère des Affaires étrangères. C'est sous cette nouvelle appellation que Louis XV lui confère un caractère officiel. La Gazette paraît alors deux fois par semaine.
Sous la Révolution, en novembre 1789, elle devient Gazette nationale de France mais reste imprimée par un éditeur privé. Le libraire lillois Charles Panckoucke, directeur de la publication, y adjoint les débats et les délibérations de l'Assemblée nationale constituante et des informations concernant la vie politique et le fonctionnement de l'administration. En 1792, la Gazette devient quotidienne.
À la fin du XVIIIe siècle, deux supports bien distincts publient les textes officiels. D'une part, le Bulletin des lois, créé par un décret de janvier 1791, devient par la loi du 14 frimaire an II (4 décembre 1793) le recueil officiel des lois de la République. Il porte le sceau de l'État et la signature du ministre de la Justice. D'autre part, en 1799, la Gazette nationale (Moniteur universel en sous-titre) est instituée, quant à elle, journal officiel publiant les actes du gouvernement et de l'Assemblée nationale et les nouvelles des armées. Elle comporte, de plus, une partie non officielle et libre sur la politique, la vie à la cour, les sciences, les arts, etc.
En 1811, la Gazette prend le nom de Moniteur universel. Organe du gouvernement publiant les informations officielles, le Moniteur conserve cette fonction et la conservera malgré les changements de régimes successifs.
En février 1848 apparaît pour la première fois, en titre de la publication, la mention Journal officiel de la République française. Cette mention sera changée en Journal officiel de l'Empire français de 1852 à 1870. 1870 marque la fin du Second Empire et le début de la Troisième République, si bien que le Journal officiel de la République française reprend son nom et se voit attribuer le monopole de la publication des lois et décrets. Il remplit désormais le rôle du Bulletin des lois qui en avait la charge officielle depuis 1793.
La loi du 28 décembre 1880 prescrit l'exploitation en régie du Journal officiel et rattache cette exploitation au ministère de l'Intérieur. Sous le régime de Vichy, le Journal officiel s'intitule Journal officiel de l'État français. Il est publié successivement à Tours, Pau, puis, du 1er juillet 1940 au 21 août 1944, à Vichy.
Parallèlement sont publiés, durant cette période :
- à Londres, le Bulletin officiel des forces françaises libres le 15 août 1940, puis le Journal officiel de la France libre et de la France combattante, du 20 janvier 1941 au 16 septembre 1943 ;
- à Alger, le Journal officiel du commandement en chef français, du 1er janvier 1943 au 30 mai 1943, puis le Journal officiel de la République française du 10 juin 1943 au 31 août 1944.

Le Journal officiel de la République française reparaît en une édition unique, sous la Quatrième République, à Paris le 8 septembre 1944 et il est rattaché à la Présidence du Gouvernement le 2 novembre 1944. Depuis, il n'a pas subi de changement majeur.
La DJO était placée sous l'autorité du Premier ministre (du président du Conseil sous la Quatrième République, et du chef du Gouvernement provisoire de la République française auparavant) ; avant une ordonnance du 2 novembre 1944, elle était rattachée au ministère de l'Intérieur.
La direction a mis en place les services 3615 JOEL puis le site Légifrance. Elle éditait notamment :
- le Journal officiel de la République française (JORF) ;
- le Bulletin officiel des annonces civiles et commerciales (BODACC) ;
- le Bulletin des annonces légales obligatoires (BALO) ;
- le Journal officiel Associations et fondations d'entreprise (JOAFE) ;
- le Bulletin officiel des annonces de marchés publics (BOAMP).

Depuis 2014, elle participe à la politique d'ouverture des données juridiques en mettant ses fonds législatifs et jurisprudentiels à disposition du public et des professionnels sous licence ouverte.

#### Directeurs des Journaux officiels
- Pierre Cassagneau
- 1951-1954 : Jean Reymond[i]
- 1954-1959 : Jean-Paul Martin[j]
- 1959-1963 : Henri Morel[k]
- 1963-1968 : Raymond Long[l],[m]
- 1968-1977 : Roger Farçat (d)[n]
- 1977-1983 : Michel Barbier[o]
- 1983-1989 : Robert Bouquin[p]
- 1989-1995 : Bernard Sarazin[q]
- 1995-1997 : Jean-Jacques Pascal[r]
- 1997-2007 : Jean-Paul Bolufer[s],[t]
- 2007-2008 : Pierre-René Lemas[u],[v]
- 2008-2010 : Xavier Patier[w]

### Depuis2010: direction de l'information légale et administrative
Les deux directions qui s'étaient rapprochées depuis 2005 entament en 2009 un processus de fusion dans le cadre de la RGPP. Cette fusion entre en vigueur le 11 janvier 2010.

#### Directeurs de l'information légale et administrative
- 2010-2014 : Xavier Patier[x],[y]
- 2014 : Didier François (par intérim)[z]
- 2014-2019 : Bertrand Munch (d)[aa]
- Depuis 2019 : Anne Duclos-Grisier (d)[ab]

## Missions
Elle exerce les missions de diffusion légale, d'information administrative et d'édition et de débat public.

## Diffusion légale
La DILA assure la publication des lois et décrets au Journal officiel sur le site legifrance.gouv.fr. Elle édite et diffuse les textes législatifs et réglementaires français, mettant à la disposition de tous la norme juridique française. Le 7 octobre 2019, une version bêta du site Légifrance modernisé a été officiellement mis en ligne et fera l'objet de tests avant son adoption définitive en 2020.
La DILA garantit également la transparence économique et financière par la publication au niveau national de l'ensemble des informations légales, économiques et financières relatives à la vie des entreprises et au milieu associatif (bodacc.fr, boamp.fr, info-financiere.fr, journal-officiel.gouv.fr).

## Information administrative
La DILA assure la diffusion du site officiel de l'administration française service-public.fr. Il propose des informations fiables et des services orientés Usagers : particuliers - professionnels et associations - faciles à appréhender pour s'informer et réaliser ses démarches administratives.
Le dispositif est complété, pour les particuliers, d'une information administrative téléphonique. Ce service est accessible par les fiches de service-public.fr.
Enfin, annuaire de l'administration française, calculateurs, simulateurs, modèles de lettre administratives et parcours guidés sont également mis à disposition.

## Édition et débat public
Avec les éditions de La Documentation française, la DILA est le partenaire privilégié de plus de cent administrations et organismes. Elle édite également ses revues et collections propres (Les Cahiers français, Questions internationales, Doc' en poche, Découvertes de la vie publique, Formation Administration Concours). Le nouveau site Vie-publique.fr, en octobre 2019, dans un nouvel espace modernisé, a intégré le catalogue des éditions La Documentations française (1 600 références).
Site d'information gratuit dédié aux politiques publiques, Vie-publique.fr propose des clés pour comprendre les grands débats qui animent la société : éclairages, fiches, infographies, podcasts, vidéos enrichissent les contenus de référence (rapports et discours publics, questions-réponses, quiz citoyens, publications et panorama des lois).

## Organisation
La direction de l'information légale et administrative comprend, outre le département de la communication, directement rattaché au directeur :
- la sous-direction des publics et des produits ;
- la sous-direction des systèmes d'information ;
- le secrétariat général[ι].